# Markus Buchinger
Markus Buchinger (* 9. November 1981 in St. Pölten) ist ein ehemaliger österreichischer Fußballspieler auf der Position eines Stürmers, der zeitweilig als Profi beim Wiener Sportklub tätig war und lange Zeit in der Regionalliga Ost bei diversen Vereinen spielte.
Um das Jahr 2010 wurde er als Fußballtrainer – anfangs noch im Nachwuchsbereich, später bei den Erwachsenen – tätig.

## Karriere

### Spieler
Der gebürtige St. Pöltner begann seine Karriere in Wien beim First Vienna FC 1894 im Jahre 1986. Im Alter von elf Jahren wechselte er den Bezirk von Döbling nach Hernals zur Jugend des Wiener Sport-Clubs. Als er in der Kampfmannschaft zu seinen ersten Einsatzminuten kam, spielte der Wiener SC in der Regionalliga Ost, doch in seiner ersten Saison musste er auch gleich einen Abstieg in die Wiener Stadtliga verkraften. Nach vier Jahren in der Viertklassigkeit stieg er in der Saison 2000/01 in die Regionalliga Ost wieder auf. Beflügelt dadurch konnte der Verein mit seiner abgespalteten Fußballsektion WSK den Durchmarsch schaffen und stand in der Relegation für die Erste Liga. Dort trafen sie auf den letzten der Ersten Liga, FC Lustenau. Im Hinspiel daheim wurde er eingesetzt, das Match endete jedoch unentschieden. Im Rückspiel wurde er nicht berücksichtigt. In Lustenau gewann der Sportklub 4:0 und Buchinger stieg in die Erste Liga auf. Doch nach nur rund einem Jahr war das Experiment Erste Liga auch wieder vorbei; der Sportklub landete auf dem letzten Platz und musste wieder in die Regionalliga Ost absteigen. Nach zwölf Jahren in Hernals wechselte Buchinger zum Ligarivalen Kremser SC. Nach einem halben Jahr wechselte er im Winter erneut zu einem Ligakonkurrenten, diesmal zum SV Würmla. Ein unspektakuläres Jahr später wechselte er wieder zu einem Verein in derselben Liga, dem SV Schwechat. 2007 wechselte er dann nicht nur den Verein, sondern auch die Liga und ging in die Landesliga Niederösterreich zum SV Langenrohr. Nach zwei guten Saisonen wagte er den Schritt zurück in die Wiener Stadtliga und schloss sich dem SC Columbia Floridsdorf an. Dort konnte er in einer starken Saison den Aufstieg packen und stand in der folgenden Saison wieder in der Regionalliga Ost. Erneut nach einer Saison in der Liga nahm in der Sportklub wieder unter Vertrag, wo er parallel als Jugendtrainer seine Trainerkarriere startete. Nach zwei Jahren an seiner alten Wirkungsstätte wechselte er zu diversen Klubs in die Unterklassigkeit, wo er meistens parallel als Spielertrainer agierte.

### Trainer
Seine Trainerkarriere begann 2010 beim Wiener Sportklub als Jugendtrainer. 2013 wurde er für ein halbes Jahr Co-Trainer unter Wilhelm Kaipel. 2015 startete er als Spielertrainer beim USC Altenwörth. Nach einem Jahr wechselte er den Klub und wurde Spielertrainer beim SV Spillern. Ab der Winterpause 2018/19 war er als Cheftrainer beim Nußdorfer AC tätig und verließ den Verein im Mai 2021. Nachdem er kurzzeitig als Co-Trainer des Post SV an der Seite von Stojan Novakov tätig gewesen war, übernahm er die Mannschaft im Juli 2021 als Cheftrainer und war als solcher bis zum Sommer 2023 im Amt. Danach übernahm er die zweite Mannschaft des SV Leobendorf mit Spielbetrieb in der sechstklassigen Gebietsliga Nord/Nordwest.
Seit Oktober 2023 befindet sich Buchinger im Besitz der ÖFB-D-Trainerlizenz, etwas über ein Jahr später folgte die UEFA-C-Lizenz. Im September 2016 erhielt er die UEFA-B-Lizenz.

## Erfolge
- 2× Meister der Regionalliga Ost: 2001/02, 2009/10
- 1× Meister der Wiener Stadtliga: 2000/01